# Окигбо, Кристофер
Кристофер Окигбо (англ. Christopher Ifekandu Okigbo, 16 августа 1930, Оджото, Анамбра — сентябрь 1967, около Нсукки, Игболанд, Юго-Западная Нигерия) — нигерийский поэт, убит в борьбе за независимость Биафры. Писал на английском и игбо языках.

## Биография
Принадлежал к народу игбо. Родился в католической семье, отец учительствовал в начальных классах миссионерских школ, и Кристофер с семьей переезжали за отцом семейства от школы к школе. При этом мальчик был особенно привязан к деду по материнской линии, жрецу речной богини народа игбо, и верил, что душа деда вселилась в него, отсюда образ речной богини, проходящий потом через его поэзию. Другой важной для него в детстве фигурой был старший брат, впоследствии известный экономист, посол Нигерии в Европе. В трехлетнем возрасте Кристофер потерял мать и воспитывался мачехой.
Он окончил государственный колледж в Умахии двумя годами раньше учившегося там же Чинуа Ачебе, затем поступил в университетский колледж в Ибадане. Медицинский факультет он вскоре сменил на классическую филологию. В университете выступал также как одаренный пианист, аккомпанируя Воле Шойинке в его выступлениях певца. Сочинял музыку, но перестал, когда начал писать стихи всерьез, от музыкальных сочинений ничего сохранилось. Окончив колледж в 1956, работал в различных компаниях, преподавал латынь в школе, работал помощником библиотекаря в библиотеке Университета Нигерии в Нсукке. Начал печататься в прессе, заметной стала его публикация в 1962 в журнале Черный Орфей. Встал в оппозицию к негритюду как проявлению романтического фетишизма. Отказался поэтому от премии, присужденной ему в 1965 на фестивале негритянского искусства в Дакаре, заявив, что не верит в существование никакого особого негритянского искусства.
С 1963 служил в западно-африканском отделении издательства Кембриджского университете в Ибадане. Активно участвовал в деятельности местного литературного клуба, создал в этот период свои лучшие вещи, в которых искал синтеза классических европейских начал (Китса) с модернистской поэтикой (Элиотом), народными традициями и верованиями игбо. Не раз посещал Великобританию.
С 1966 активно участвовал в событиях, приведших к отделению Биафры. Вместе с Ачебе основал в Энугу издательство Цитадель. После достижения Биафрой самостоятельности пошел в июле 1967 служить волонтером. Через несколько недель был убит при наступлении нигерийских войск под городом, где состоялся как поэт. Посмертно его наградили Орденом заслуг республики Биафра.

## Книги стихов
- Heavensgate (1962)
- Limits (1964)
- Silences (1965)
- Labyrinths with Path of Tunder (1971, входит в число ста лучших африканских книг XX века)
- Collected Poems (1986, с предисловием Пола Теру)
- Морская дева; Глаза видят звезды; Любовь в разлуке; Переулок должника / Пер. А. Сергеева // Поэзия Африки.-М., 1973. С.407-410.
- И грянул гром; Воцарись,гром; Элегия для альта / Пер. О .Волгиной // Поэты Западной Африки. М., 1983.-С.166-170.

## Наследие и признание
Дочь поэта учредила в 2005 фонд его наследия. Архив поэта, включая его стихи на языке игбо, включен ЮНЕСКО в программу Память мира — Африка.